# Mahadevsthan (Sindhuli)
Pour les articles homonymes, voir Mahadevsthan.
Mahadevsthan (en népalais : महादेबस्थान) est un comité de développement villageois du Népal situé dans le district de Sindhuli. Au recensement de 2011, il comptait 6 967 habitants.